# Bevirimat
Le bevirimat, ou PA-457, est un antiviral agissant sur le virus de l'immunodéficience humaine de type 1, dont le développement clinique est actuellement arrêté.

## Origine
Le bevirimat est un dérivé de l’acide bétulinique, qui est tiré de Syzygium Claviflorum, une herbe chinoise.

## Mécanisme d’action
Le bevirimat cible une étape tardive du cycle de réplication du virus. Il inhibe le clivage du précurseur protéique viral Gag au niveau de la jonction entre les segments CA et SP1. Contrairement aux inhibiteurs de la protéase, une classe d'antiviraux inhibant le site actif de la protéase, le bevirimat se fixerait sur Pr55Gag, empêchant ou retardant ainsi le clivage. Cette absence de clivage a pour conséquence la formation de virions immatures et peu infectieux.

## Essais cliniques
La molécule a été développée par Panacos, puis l’entreprise pharmaceutique Myriad Genetics à partir du 21 janvier 2009. Le 8 juin 2010, Myriad Genetics annonce la suspension du développement du bevirimat.